# FC Lustenau 07
Maillots
Le FC Lustenau 07 est un club de football autrichien basé à Lustenau.
Le club évolue en Erste Liga (deuxième division) pendant 10 saisons, de 2001 à 2004 puis de 2006 à 2013. Il se classe quatrième de ce championnat lors de la saison 2007-2008.

## Historique
- 1907 : Fondation du club
- 1996 : Promotion en Regionalliga (D3)
- 2001 : Promotion en Erste Liga (D2)
- 2004 : Relégation en Regionalliga (D3)
- 2006 : Promotion en Erste Liga (D2)
- 2013 : Relégation en septième division